# Hrabstwo Greene (Georgia)

Piramida wieku hrabstwa

Hrabstwo Greene (ang. Greene County) – hrabstwo leżące w stanie Georgia, w USA. Siedziba władz hrabstwa mieści się w miasteczku Greensboro.

## Miejscowości
- Greensboro
- Siloam
- Union Point
- White Plains
- Woodville

## Sąsiednie hrabstwa
- Hrabstwo Oglethorpe (północ)
- Hrabstwo Taliaferro (wschód)
- Hrabstwo Hancock (południowy wschód)
- Hrabstwo Putnam (południowy zachód)
- Hrabstwo Morgan (zachód)
- Hrabstwo Oconee (północny zachód)

## Demografia
Według spisu z 2020 roku liczy 18,9 tys. mieszkańców, co oznacza wzrost o 18,3% w porównaniu z poprzednim spisem z roku 2010. Według danych pięcioletnich z 2021 roku 66% to biali (60,7% nie licząc Latynosów), 30,1% czarnoskórzy lub Afroamerykanie, 1,6% miało rasę mieszaną, 1,3% Azjaci i 0,9% to rdzenna ludność Ameryki. Latynosi stanowili 7% populacji hrabstwa.

## Religia
W 2020 roku hrabstwo posiada najwyższy odsetek katolików (18,1%) wśród sąsiadujących hrabstw. Inne większe grupy pod względem członkostwa, to: baptyści (18,2%), metodyści (15,1%) i ewangelikalni bezdenominacyjni (6,7%). 0,95% to byli świadkowie Jehowy.

## Polityka
Hrabstwo jest przeważająco republikańskie, gdzie w wyborach prezydenckich w 2020 roku, 62,8% głosów otrzymał Donald Trump i 36,3% przypadło dla Joe Bidena. 